# Finale della Coppa delle Coppe 1994-1995
La finale della 35ª edizione della Coppa delle Coppe UEFA è stata disputata il 10 maggio 1995 al Parco dei Principi di Parigi tra Real Saragozza e Arsenal. All'incontro hanno assistito circa 42 000 spettatori. La partita, arbitrata dall'italiano Piero Ceccarini, ha visto la vittoria per 2-1 del club spagnolo ai supplementari.

## Il cammino verso la finale
Il Real Saragozza di Víctor Fernández esordì contro i rumeni del Gloria Bistrița perdendo inaspettatamente 2-1 all'andata, ma vincendo 4-0 il ritorno in casa. Agli ottavi di finale gli slovacchi del Tatran Prešov furono eliminati con un risultato complessivo di 6-1. Ai quarti i Blanquillos affrontarono gli olandesi del Feyenoord battendoli in casa 2-0 dopo che l'andata a Rotterdam si concluse 1-0 per i padroni di casa. In semifinale gli inglesi del Chelsea furono battuti all'andata al La Romareda 3-0, che di fatto rese inutile la loro vittoria per 3-1 allo Stamford Bridge.

Il portiere dell'Arsenal, David Seaman, para il tiro del doriano Lombardo nel decisivo epilogo ai rigori e porta i londinesi in finale.

L'Arsenal di Stewart Houston iniziò il cammino europeo contro i ciprioti dell'Omonia vincendo con un risultato aggregato di 6-1. Agli ottavi i danesi del Brøndby vennero battuti con un risultato complessivo di 4-3, frutto del 2-1 in Danimarca e del sorprendente 2-2 in Inghilterra. Ai quarti di finale i Gunners affrontarono i francesi dell'Auxerre superandoli di misura in trasferta, dopo che l'andata a Londra si concluse 1-1. In semifinale gli italiani della Sampdoria persero 3-2 ad Highbury, ma vinsero col medesimo risultato a Marassi: furono quindi necessari i tiri di rigore per sancire il finalista, e l'errore dal dischetto di Attilio Lombardo diede il via libera agli inglesi.

## La partita
A Parigi va in scena la finale tra il Real Saragozza, di nuovo in una finale di una competizione europea dopo ventinove anni, e l'Arsenal, campione in carica. La prima parte della partita è piuttosto statica, con solo tre occasioni da rete. La ripresa fa animare il match quando Juan Esnáider, con una mezza girata trafigge David Seaman e porta in vantaggio i suoi. L'Arsenal riesce a reagire e a segnare il gol del pareggio con John Hartson dopo appena otto minuti.
Si va così ai tempi supplementari e, proprio nel momento in cui lo spettro dei rigori è a pochi secondi, arriva il gol da cineteca di Nayim il quale con un pallonetto dalla destra, da quasi 50 metri, beffa Seaman e consegna la Coppa agli aragonesi. I Gunners diventano così la settima squadra a fallire il bis in Coppa delle Coppe.

## Tabellino
| Arbitro: | Piero Ceccarini |

|                         |           |             |
| Esnáider 68’ Nayim 120’ | Marcatori | 77’ Hartson |

| Real Saragozza | Arsenal |  |

| Real Saragozza   |    |                      |     |      |      |
|                  |    |                      |     |      |      |
| P                | 1  | Andoni Cedrún        |     |      |      |
| D                | 2  | Alberto Belsué       | 64’ |      |      |
| D                | 3  | Jesús Solana         |     |      |      |
| D                | 4  | Fernando Cáceres     |     |      |      |
| C                | 5  | Nayim                |     |      |      |
| D                | 6  | Xavier Aguado        |     |      |      |
| A                | 7  | Miguel Pardeza       |     |      |      |
| C                | 8  | Santiago Aragón      | 83’ |      |      |
| A                | 9  | Juan Esnáider        |     |      |      |
| C                | 10 | Francisco Higuera    | 6’  | 67’  |      |
| C                | 11 | Gustavo Poyet        |     |      |      |
| Sostituzioni:    |    |                      |     |      |      |
| C                | 14 | Jesús García Sanjuán |     | 67’  | 114’ |
| C                | 15 | Geli                 |     | 114’ |      |
| Allenatore:      |    |                      |     |      |      |
| Víctor Fernández |    |                      |     |      |      |

| Arsenal         |    |                  |     |     |
|                 |    |                  |     |     |
| P               | 1  | David Seaman     |     |     |
| D               | 2  | Lee Dixon        |     |     |
| D               | 3  | Nigel Winterburn |     | 47’ |
| C               | 4  | Stefan Schwarz   |     |     |
| D               | 5  | Andy Linighan    |     |     |
| D               | 6  | Tony Adams       |     |     |
| D               | 7  | Martin Keown     |     | 46’ |
| A               | 8  | Ian Wright       |     |     |
| A               | 9  | John Hartson     | 3’  |     |
| C               | 10 | Paul Merson      | 31’ |     |
| C               | 11 | Ray Parlour      |     |     |
| Sostituzioni:   |    |                  |     |     |
| D               | 12 | Steve Morrow     |     | 47’ |
| C               | 13 | David Hillier    |     | 46’ |
| Allenatore:     |    |                  |     |     |
| Stewart Houston |    |                  |     |     |